# Fabio Tombari
Fabio Tombari (Fano, 21 dicembre 1899 – Rio Salso, 8 giugno 1989) è stato uno scrittore italiano.

## Biografia
Fabio Tombari nasce a Fano, in Provincia di Pesaro e Urbino, il 21 dicembre 1899, da Riccardo, di professione barbiere, e Augusta Felicetti, casalinga. Richiamato alle armi con la leva del '99, prende parte alle fasi finali della prima guerra mondiale. Nel 1918 si diploma maestro elementare e inizia ad insegnare nelle scuole elementari di Casepio, una frazioncina nel comune di Montecopiolo nel Montefeltro. Il suo primo libro, Le cronache di Frusaglia appare nel 1927, pubblicato ad Ancona dalle edizioni della "Lucerna", ma viene subito ristampato nel 1929 dalla prestigiosa casa editrice Vallecchi, ottenendo il Premio dei Dieci, che gratifica l'autore di una notevole popolarità. Passato alla casa editrice Arnoldo Mondadori Editore, Tombari pubblica, tra le altre opere, La vita (1930), Le fiabe per amanti (1932), Il libro degli animali (1935), I ghiottoni (1939).
Antroposofo, durante la Repubblica Sociale Italiana cercò di far conoscere a Benito Mussolini (del quale Tombari era amico personale) l'opera di Rudolf Steiner sulla triarticolazione sociale, intitolata I punti essenziali della questione sociale rispetto alle necessità della vita nel presente e nell'avvenire: letto il libro, Mussolini avrebbe affermato che conteneva «la risposta che tanto ho cercato per tutta la vita».
Nel 1934 si sposa con Angela Busetto: avranno la figlia Maria e il figlio Giovanni
Nel 1944 Tombari lascia l'insegnamento per diventare uno dei pochi narratori italiani che vive della propria scrittura. Nel 1955 esce Il libro di Tonino con cui lo scrittore si aggiudica il Premio Collodi e il Soroptimist nel 1956. Frusaglia resta la sua opera principale e più nota; ad essa Tombari lavorerà continuamente, dalla seconda edizione del 1929 Tutta Frusaglia, all'edizione mondadoriana del 1933, poi ripubblicata con successo negli Oscar dal 1974 col titolo Frusaglia. Fabio Tombari muore a Rio Salso dove si era ritirato fin dai primi anni cinquanta, l'8 giugno 1989.

## Opere
- Cronache di Frusaglia (La Lucerna, Ancona, 1927)
- Tutta Frusaglia (Vallecchi, Firenze, 1929)
- Tutta Frusaglia (Mondadori, Milano, 1933)
- Frusaglia (Mondadori, Oscar, Milano, 1974)
- La vita (Mondadori, Milano, 1930)
- La morte e l'amore (Mondadori, Milano, 1931)
- Le fiabe per amanti (Mondadori, Milano, 1932)
- I sogni di un vagabondo (Istituto del libro, Urbino, 1933)
- Il libro degli animali (Mondadori, Milano, 1935)
- Il libro degli animali (Mondadori, Oscar, Milano, 1970)
- I ghiottoni (Mondadori, Milano, 1939)
- I ghiottoni vecchi e nuovi (Mondadori, Milano, 1957)
- I novissimi ghiottoni (Mondadori, Milano, 1970)
- I ghiottoni (Mondadori, Oscar, Milano, 1975)
- Essere (Fiammenghi e Nanni, Bologna, 1954)
- I mesi (Edizioni tipografiche, a cura di Adriano Pais, Roma, 1954)
- I mesi (Istituto di Propaganda Libraria, Orizzonti Aperti, Milano, 1971)
- Il libro di Tonino (F.lli Fabbri, Milano, 1955, 1958)
- L'incontro (Mondadori, Milano, 1960)
- Il canto del gallo (Bucciarelli, Ancona, 1963)
- Il gioco dell'oca (Mondadori, Milano, 1966)
- Pensione Niagara ed altri racconti (Mondadori, Milano, 1969)
- Il concerto fiorito (Bucciarelli, Ancona, 1969)
- Il concerto fiorito (Editrice Fortuna, Fano, 1989)
- Renda e Rondò, le piante (Mondadori, Milano, 1973)
- Il segreto d'oltremare (Bagaloni, Ancona, 1976)
- Tutti in famiglia (Mondadori, Milano, 1980)
- Ercole al bivio, fine del mondo (Editrice Fortuna, Fano, 1986)
- La Felicità (Edizioni d'arte Il Colle, Urbino, 1991). Raccolta postuma di testi dell'autore a carattere filosofico e pedagogico.